# Seznam vojevůdců
Seznam vojevůdců obsahuje výčet osobností, které se za svého života zapsaly do historie samostatným velením ve válce, bitvě nebo při vojenské kampani.

## A
| Jméno                     | Podobizna / fotografie | * datum narození † datum úmrtí                                                            | Války / tažení / kampaně                    | Velení v bitvách                                               |
| Abercromby, Ralph         |                        | * 7. říjen 1734 (Menstrie) † 28. březen 1801 (Alexandrie)                                 | Francouzské revoluční války                 | Bitva u Alexandrie                                             |
| Aetius                    |                        | * 396 (Durostorum) † 454 (Řím)                                                            | Války Římské říše s barbary                 | Bitva na Katalaunských polích                                  |
| Agrippa, Marcus Vipsanius |                        | * 63 př. n. l. (Asisium) † 12 př. n. l. (Kampánie)                                        | Římská občanská válka                       | Bitva u Actia                                                  |
| Albrecht II. Habsburský   |                        | * 10. srpen 1397 (Vídeň) † 27. říjen 1439 (Neszmély)                                      | Husitské války                              | Bitva u Břeclavi Bitva u Světlé                                |
| Alexander, Harold Rupert  |                        | * 10. prosinec 1891 (Londýn) † 16. červen 1969 (Slough)                                   | Druhá světová válka                         | Bitva o Normandii Druhá bitva u El Alameinu                    |
| Alexandr Makedonský       |                        | * 20. až 30. červenec 356 př. n. l. (Pella) † 10. nebo 11. červen 323 př. n. l. (Babylón) | Tažení Alexandra Velikého                   | Bitva u Gráníku Bitva u Issu Bitva u Gaugamél Bitva u Hydaspés |
| Alexandr Něvský           |                        | * 30. květen 1220 (Perejaslavl Zalesskij) † 14. listopad 1263 (Goroděc)                   | Švédsko-novgorodské války                   | Bitva u řeky Něvy Bitva na Čudském jezeře                      |
| Allenby, Edmund           |                        | * 23. duben 1861 (Nottinghamshire) † 14. květen 1936 (Londýn)                             | První světová válka                         | Bitva u Arrasu Bitva u Jeruzaléma Bitva u Megidda              |
| Arminius                  |                        | * 16 př. n. l. † 21                                                                       | Války Římské říše s barbary                 | Bitva v Teutoburském lese                                      |
| Attila                    |                        | * ? † 453                                                                                 | Války Římské říše s barbary                 | Bitva u Utu Bitva na Katalaunských polích                      |
| Auchinleck, Claude        |                        | * 21. červen 1884 (Aldershot) † 23. březen 1981 (Marrákeš)                                | Druhá světová válka                         | Severoafrická kampaň                                           |
| Austria, Juan de          |                        | * 24. únor 1547 (Řezno) † 1. říjen 1578 (Namur)                                           | Osmansko-benátská válka Nizozemská revoluce | Bitva u Lepanta                                                |

## B
| Jméno                          | Podobizna / fotografie | * datum narození † datum úmrtí                                               | Války / tažení / kampaně                                 | Velení v bitvách |
| Banér, Johan                   |                        | * 7. říjen 1734 (Menstrie) † 28. březen 1801 (Halberstadt)                   | Třicetiletá válka                                        | Bitva u Wittstocku Bitva u Chemnitzu                                                                                       |
| Belisar                        |                        | * 505 † 565 (Konstantinopol)                                                 | Římsko-perské války Gótská válka (535–554)               | Bitva u Dary Bitva u desátého milníku                                                                                      |
| Bittrich, Wilhelm              |                        | * 26. únor 1894 (Wernigerode) † 19. duben 1979 (Wolfratshausen)              | Druhá světová válka                                      | Operace Market Garden Bitva v Ardenách Vídeňská operace                                                                    |
| Blücher, Gebhard Leberecht von |                        | * 16. prosinec 1742 (Rostock) † 12. září 1819 (Krieblowitz)                  | Napoleonské války                                        | Bitva u Lipska Bitva u Ligny Bitva u Waterloo                                                                              |
| Bořek z Miletínka, Diviš       |                        | * ? † 8. leden 1438                                                          | Husitské války                                           | Bitva u Strachova dvora Bitva u Malešova Bitva u Lipan                                                                     |
| Boleslav I.                    |                        | * 915 † 967 nebo 972                                                         | Česko-saská válka (936–950)                              | Bitva u Míšně Bitva na Lechu                                                                                               |
| Boleslav I. Chrabrý            |                        | * 966/967 † 17. června 1025                                                  | Polsko-německá válka Kyjevská kampaň                     | Bitva u Bugu |
| Bolívar, Simón                 |                        | * 24. červenec 1783 (San Mateo u Caracasu) † 17. prosinec 1830 (Santa Marta) | Válka za nezávislost Venezuely                           | Bitva u Lastaguanes Bitva u Araure Bitva u La Victorie Bitva u San Matea Bitva u Caraboba Bitva u La Puerty Bitva u Boyaky |
| Botha, Louis                   |                        | * 27. září 1862 (Greytown) † 27. srpen 1919 (Pretoria)                       | Druhá búrská válka První světová válka                   | Bitva u Colensa Bitva u Spion Kopu Bitva u Vaal Krantzu Jihozápadní africká kampaň                                         |
| Bradley, Omar Nelson           |                        | * 12. únor 1893 (Randolph County) † 8. duben 1981 (New York)                 | Druhá světová válka Korejská válka Studená válka         | Bitva o Normandii |
| Bruce, Robert                  |                        | * 11. červenec 1274 † 7. červen 1329 (Cardross Castle)                       | Války Skotů za nezávislost                               | Bitva u Methvenu Bitva u Dalry Bitva u Loudoun Hill Bitva u Bannockburnu                                                   |
| Brusilov, Alexej Alexejevič    |                        | * 19. srpen 1853 (Tbilisi) † 17. březen 1926 (Cardross Castle)               | První světová válka                                      | Bitva o Halič Brusilovova ofenzíva                                                                                         |
| Břetislav I.                   |                        | * mezi 1002 až 1005 † 10. leden 1055 (Chrudim)                               |                                                          | Bitva u Brůdku |
| Buďonnyj, Semjon Michajlovič   |                        | * 25. duben 1885 (Kozjurin) † 26. říjen 1973 (Moskva)                        | Ruská občanská válka Zimní válka Velká vlastenecká válka | Bitva u Varšavy Bitva u Umaně Bitva o Kyjevský kotel                                                                       |

## C
| Jméno                    | Podobizna / fotografie | * datum narození † datum úmrtí                                      | Války / tažení / kampaně                                | Velení v bitvách                                                                              |
| Caesar, Gaius Iulius     |                        | * 12./13. července 100 př. n. l. † 15. března 44 př. n. l. (Řím)    | Galské války Velká římská občanská válka                | Bitva u Bibracte Bitva u Gergovie Bitva o Alesii Bitva u Ilerdy Bitva u Farsala Bitva u Mundy |
| Cortés, Hernán           |                        | * 1485 (Medellín) † 2. prosinec 1547 (Castilleja de la Cuesta)      | Dobývání Aztécké říše                                   | Bitva u Ottumby                                                                               |
| Crassus                  |                        | * 115 př. n. l. † 53 př. n. l. (Karrh)                              | Římsko-parthské války Spartakovo povstání               | Bitva na řece Silar Bitva u Karrh                                                             |
| Cromwell, Oliver         |                        | * 25. duben 1599 (Huntingdon) † 3. září 1658 (Whitehall, Londýn)    | Anglická občanská válka Povstání ve Skotsku (1650–1651) | Bitva u Naseby Bitva u Prestonu Bitva u Dunbaru Bitva u Worcesteru                            |
| Cronje, Piet             |                        | * 4. říjen 1836 (Colesberg) † 4. únor 1911 (Potchefstroom)          | Druhá búrská válka                                      | Bitva u Magersfontein Bitva u Paardebergu                                                     |
| Custer, George Armstrong |                        | * 5. prosinec 1839 (New Rumley) † 25. červen 1876 (Little Big Horn) | Indiánské války                                         | Bitva na řece Washita Bitva u Little Big Hornu                                                |

## Č
| Jméno                    | Podobizna / fotografie | * datum narození † datum úmrtí                                   | Války / tažení / kampaně                                                               | Velení v bitvách                                     |
| Čankajšek                |                        | * 31. říjen 1887 (Če-ťiang) † 5. duben 1975 (Tchaj-pej)          | Severní pochod Čínsko-tibetská válka Čínská občanská válka Druhá čínsko-japonská válka |                                                      |
| Čapek ze Sán, Jan        |                        | * ? † po roce 1445                                               | Husitské války                                                                         | Bitva u Bánova Husitské tažení k Baltu Bitva u Lipan |
| Čingischán Temujin       |                        | * 1162? † srpen 1227                                             | Války proti říši Západní Hsia Války proti říši Čin Tažení proti Chórezmské říši        | Bitva u Džand Bitva u Indu Bitva u Žluté řeky        |
| Čujkov, Vasilij Ivanovič |                        | * 12. únor 1900 (Serebrjannyje Prudy) † 18. březen 1982 (Moskva) | Zimní válka Druhá světová válka                                                        | Bitva o Suomussalmi Bitva u Stalingradu              |

## D
| Jméno          | Podobizna / fotografie | * datum narození † datum úmrtí                               | Války / tažení / kampaně                         | Velení v bitvách                                            |
| Dareios I.     |                        | * kolem roku 550 př. n. l. † 486 př. n. l.                   | Iónské povstání                                  | Bitva u Efezu Bitva u Ladé                                  |
| Dareios III.   |                        | * kolem roku 380 př. n. l. † 330 př. n. l.                   | Tažení Alexandra velikého                        | Bitva u Issu Bitva u Gaugamél                               |
| Dátis          |                        | * kolem roku 550 př. n. l. † 486 př. n. l.                   | Řecko-perské války                               | Bitva u Marathónu                                           |
| Dajan, Moše    |                        | * 20. květen 1915 (Deganja Alef) † 16. říjen 1981 (Tel Aviv) | Suezská krize Šestidenní válka Jomkipurská válka |                                                             |
| Leopold Daun   |                        | * 24. září 1705 (Vídeň) † 5. únor 1766 (Vídeň)               | Války o rakouské dědictví Sedmiletá války        | Bitva u Kolína Bitva u Štěrbohol                            |
| Diaz, Armando  |                        | * 5. prosinec 1861 (Neapol) † 29. únor 1928 (Řím)            | První světová válka                              | Bitva na Piavě Bitva u Monte Grappa Bitva u Vittoria Veneta |
| Dönitz, Karl   |                        | * 16. září 1891 (Berlín) † 24. prosince 1980 (Aumühle)       | Druhá světová válka                              | Druhá bitva o Atlantik                                      |
| Drake, Francis |                        | * asi 1540 (Tavistock) † 28. leden 1596 (Portobelo)          | Anglo-španělská válka (1585-1604)                | Bitva u Gravelines                                          |

## E
| Jméno                    | Podobizna / fotografie | * datum narození † datum úmrtí                                                        | Války / tažení / kampaně                                                | Velení v bitvách |
| Eduard I.                |                        | * 17. červen 1239 (Westminsterský palác) † 7. červenec 1307 (Westminsterské opatství) | Druhá válka baronů Devátá křížová výprava První válka o svobodu Skotska | Bitva u Lewes Bitva u Eveshamu Bitva u Falkirku Bitva u Stirlingského mostu                                           |
| Eduard II.               |                        | * 25. duben 1284 (Caernarfon) † 21. září 1327 (hrad Berkeley)                         | První válka o svobodu Skotska                                           | Bitva u Bannockburnu                                                                                                  |
| Eduard III.              |                        | * 25. duben 1284 (Caernarfon) † 21. září 1327 (hrad Berkeley)                         | Druhá válka o svobodu Skotska Stoletá válka                             | Bitva u Halidon Hill Bitva u Sluys Bitva u Caen Bitva u Blanchetaque Bitva u Kresčaku Bitva u Poitiers Bitva u Calais |
| Eisenhower, Dwight David |                        | * 14. říjen 1890 (Denison) † 28. březen 1969 (Washington, D.C.)                       | Druhá světová válka                                                     | Invaze na Sicílii Italské tažení Bitva o Normandii Bitva v Ardenách                                                   |
| Evžen Savojský           |                        | * 18. říjen 1663 (Paříž) † 24. duben 1736 (Vídeň)                                     | Válka o španělské dědictví Rakousko-turecká válka                       | Bitva u Zenty Bitva u Luzzary Bitva u Höchstädtu Bitva u Cassana Bitva u Turína Bitva u Malplaquet                    |

## F
| Jméno                  | Podobizna / fotografie | * datum narození † datum úmrtí                        | Války / tažení / kampaně                                                          | Velení v bitvách                                                                                     |
| Filip II. Makedonský   |                        | * okolo 382 př. n. l. † 336 př. n. l. (Aigy)          | První svatá válka Třetí svatá válka Čtvrtá svatá válka                            | Bitva u Šafránového pole Bitva u Chairóneie                                                          |
| Foch, Ferdinand        |                        | * 2. říjen 1851 (Tarbes) † 20. březen 1929 (Paříž)    | První světová válka                                                               | Ludendorffova ofenzíva První bitva na Marně Bitva na Sommě Druhá bitva na Marně                      |
| Fridrich I. Barbarossa |                        | * asi 1122 † 10. červen 1190 (řeka Salef)             | Tažení do Itálie Třetí křížová výprava                                            | Obléhání Milána Bitva u Legnana Bitva u Ikonia                                                       |
| Fridrich II. Veliký    |                        | * 24. leden 1712 (Berlín) † 17. srpen 1786 (Postupim) | První slezská válka Druhá slezská válka Sedmiletá válka Válka o bavorské dědictví | Bitva u Chotusic Bitva u Lovosic Bitva u Štěrbohol Bitva u Kolína Bitva u Leuthenu Bitva u Zorndorfu |

## G
| Jméno                  | Podobizna / fotografie | * datum narození † datum úmrtí                                         | Války / tažení / kampaně                                 | Velení v bitvách |
| Garibaldi, Giuseppe    |                        | * 4. červenec 1807 (Nice) † 2. červen 1882 (Caprera)                   | Druhá italská válka za nezávislost Prusko-rakouská válka | Bitva u Calatafimi Bitva u Milazza Bitva u Volturna Bitva u Aspromontu Bitva u Lodrone                                                                    |
| Giap, Vo Nguyen        |                        | * 25. srpen 1911 (provincie Quang Binh) †4. říjen 2013                 | Indočínská válka Válka ve Vietnamu                       | Bitva u Dien Bien Phu Ofenzíva Tet |
| Göring, Herman         |                        | * 12. leden 1893 (Rosenheim) † 15. říjen 1946 (Norimberk)              | Druhá světová válka                                      | Bitva o Británii |
| Grant, Ulysses Simpson |                        | * 27. duben 1822 (Point Pleasant) † 23. červenec 1885 (Mount McGregor) | Americká občanská válka                                  | Bitva u Belmontu Bitva v oblasti Wildenrness Bitva u Spotsylvanie Bitva u Cold Harboru Bitva u Trevilian Station Bitva u Globe Tavern Bitva u Appomattoxu |
| Gustav II. Adolf       |                        | * 9. prosinec 1594 (Stockholm) † 16. listopad 1632 (Lützen)            | Třicetiletá válka                                        | Bitva u Werbenu Bitva u Breitenfeldu Bitva u Lechu Bitva u Alte Veste Bitva u Lützenu                                                                     |

## H
| Jméno                | Podobizna / fotografie | * datum narození † datum úmrtí                                     | Války / tažení / kampaně                               | Velení v bitvách                                                                 |
| Hamilkar Barkas      |                        | * kolem 270 př. n. l. † 228 př. n. l.                              | První punská válka Povstání žoldnéřů Obsazení Hispánie | Bitva u řeky Bagrades Bitva u Leptis Minor                                       |
| Hannibal Barkas      |                        | * 247 př. n. l. v (Kartágo) † 183 př. n. l. (Bithýnie)             | Druhá punská válka                                     | Bitva u Trasimenského jezera Bitva na řece Trebia Bitva u Kann Bitva u Zamy      |
| Hasdrubal Barkas     |                        | * 25. prosinec 1886 (Gumbinnen) † 13. prosinec 1971 (Waiblingen)   | Druhá punská válka                                     | Bitva u Cissy Bitva u Ebro Bitva na horní Baetis Bitva u Baekuly Bitva u Metauru |
| Heinrici, Gotthard   |                        | * 27. duben 1822 (Point Pleasant) † 13. prosinec 1971 (Waiblingen) | Druhá světová válka                                    | Karpatsko-dukelská operace                                                       |
| Hindenburg, Paul von |                        | * 2. říjen 1847 (Posen) † 2. srpen 1934 (Neudeck)                  | První světová válka                                    | Bitva u Tannenbergu Bitva u Mazurských jezerr Východní fronta                    |
| Hitler, Adolf        |                        | * 20. duben 1889 (Braunau am Inn) † 30. duben 1945 (Berlín)        | Druhá světová válka                                    |                                                                                  |
| Horemheb             |                        | * ? † 1292 př. n. l.                                               |                                                        |                                                                                  |

## Ch
| Jméno                                 | Podobizna / fotografie | * datum narození † datum úmrtí                                      | Války / tažení / kampaně                    | Velení v bitvách                                                                                 |
| Churchill, John, vévoda z Marlborough |                        | * 26. květen 1650 (Ashe House) † 16. červen 1722 (Cumberland Lodge) | Devítiletá válka Válka o španělské dědictví | Bitva u Höchstädtu Bitva u Schellenbergu Bitva u Ramillies Bitva u Oudenaarde Bitva u Malplaquet |

## J
| Jméno                       | Podobizna / fotografie | * datum narození † datum úmrtí                                   | Války / tažení / kampaně  | Velení v bitvách |
| Jackson, Thomas "Stonewall" |                        | * 21. leden 1824 (Clarksburg) † 10. květen 1863 (Guinea Station) | Americká občanská válka   | První bitva u Bull Runu První bitva u Kernstownu Bitva u Front Royalu Bitva u Winchesteru Bitva u Cedar Mountain Bitva u Chantilly Bitva u Chancellorsville |
| Jamamoto, Isoroku           |                        | * 4. duben 1884 (Nagaoka) † 18. duben 1943 (Bougainville)        | Druhá světová válka       | Útok na Pearl Harbor Bitva u Midway Bitva o Guadalcanal Bitva u východních Šalomounů Bitva u ostrova Santa Cruz                                             |
| Jamašita, Tomojuki          |                        | * 8. listopad 1885 (Prefektura Kóči) † 23. únor 1946 (Filipíny)  | Druhá světová válka       | Bitva o Malajsii Bitva o Singapur Boj o Filipíny |
| Jan Lucemburský             |                        | * 10. srpen 1296 (Lucembursko) † 26. srpen 1346 (Kresčak)        | Stoletá válka             | Bitva o Prahu Bitva o Holíč Bitva u Mailbergu Bitva u Ferrary Bitva u Kresčaku                                                                              |
| Jan III. Sobieski           |                        | * 17. srpen 1629 (Olesko) † 17. červen 1696 (Wilanów)            | Osmansko-habsburské války | Druhá bitva u Chotinu Bitva u Lvova Bitva u Zorawna Bitva u Vídně                                                                                           |
| Jana z Arku                 |                        | * 6. leden 1412 (Domrémy-la-Pucelle) † 30. květen 1431 (Rouen)   | Stoletá válka             | Obléhání Orléans Bitva u Patay |

## K
| Jméno                           | Podobizna / fotografie | * datum narození † datum úmrtí                                     | Války / tažení / kampaně                                                          | Velení v bitvách                                                                  |
| Zdeněk Kašpar Kaplíř ze Sulevic |                        | *1535 †21. červen 1621 (Staré město pražské)                       | Třicetiletá válka                                                                 |                                                                                   |
| Karel Martel                    |                        | *690 (Herstal) † 22. říjen 741 (Quierzy)                           | Arabská invaze do Evropy                                                          | Bitva u Poitiers                                                                  |
| Karel Smělý                     |                        | * 10. listopad 1433 (Dijon) † 5. leden 1477 (Nancy)                |                                                                                   |                                                                                   |
| Karel Veliký                    |                        | * 2. duben 747/748 † 28. leden 814(Cáchy)                          | válka s Langobardy Válka se Sasy Válka s Avary Válka se Saracény                  | obléhání Pávie bitva v průsmyku Roncevaux (778)                                   |
| Karel X. Gustav                 |                        | * 8. listopad 1622 † 13. únor 1660                                 | Švédsko-Polská Válka Švédsko- Danská Válka                                        | Obléhání Krakova                                                                  |
| Karel XII.                      |                        | * 17. červen 1682 (Stockholm) † 30. listopad 1718 (Fredrikshald)   | severní válka                                                                     | bitva u Narvy (1700) bitva u Poltavy (1709)                                       |
| Karel IV.                       |                        | * 14. květen 1316 (Praha) † 29. listopad 1378 (Praha)              | Stoletá válka                                                                     | bitva u Kresčaku                                                                  |
| Mustafa Kemal Atatürk           |                        | * 19. květen 1881 (Soluň) † 10. listopad 1938 (Istanbul)           | První světová válka                                                               | bitva u Galipoli                                                                  |
| Albert Kesselring               |                        | * 30. listopad 1885 (Marktsteft) † 16. červenec 1960 (Bad Nauheim) | Druhá světová válka                                                               | Italské tažení                                                                    |
| Kim Ir-sen                      |                        | * 15. duben 1912 (Heidžó) † 8. červenec 1994 (Pchjongjang)         | Korejská válka                                                                    |                                                                                   |
| Ernest King                     |                        | * 23. listopad 1878 † 25. červen 1956                              | Španělsko-americká válka Mexická revoluce První světová válka Druhá světová válka |                                                                                   |
| Horatio Kitchener               |                        | * 24. červen 1850 † 5. červen 1916                                 | Mahdího povstání Búrská válka první světová válka                                 | bitva u Umdurmánu                                                                 |
| Ewald von Kleist                |                        | * 8. srpen 1881 (Braunfels) † 13. listopad 1954 (Vladimir)         | Druhá světová válka                                                               | Invaze do Polska bitva o Francii operace Barbarossa bitva o Rostov bitva o Kavkaz |
| Günther von Kluge               |                        | * 30. říjen 1882 (Poznaň) † 18. srpen 1944 (Méty)                  | Druhá světová válka                                                               | invaze do Polska bitva o Francii operace Barbarossa vylodění v Normandii          |
| Ivan Stěpanovič Koněv           |                        | * 28. prosinec 1897 (Lodejno) † 21. květen 1973 (Moskva)           | Druhá světová válka                                                               | Pražská ofenzíva Karpatsko-dukelská operace                                       |
| Matyáš Korvín                   |                        | * 23. únor 1443 (Kluž) † 6. duben 1490 (Vídeň)                     | Česko-uherské války                                                               | Bitva o Třebíč                                                                    |
| Kublaj                          |                        | * 23. září 1215 † 18. únor 1294                                    | Mongolská invaze do Japonska                                                      |                                                                                   |
| Tadeusz Kutrzeba                |                        | * 15. duben 1885 (Krakov) † 8. leden 1947 (Londýn)                 | Druhá světová válka                                                               | Bitva na Bzuře                                                                    |
| Michail Illarionovič Kutuzov    |                        | * 16. září 1747 (Sankt Petěrburg) † 28. duben 1813 (Bolesławiec)   | Napoleonské války                                                                 | Bitva u Borodina                                                                  |
| Nikolaj Gerasimovič Kuzněcov    |                        | * 24. červenec 1904 † 6. prosinec 1974                             | Ruská občanská válka Velká vlastenecká válka                                      |                                                                                   |
| Kýros II. Veliký                |                        | * 590-580 př. n. l. † 530 př. n. l.                                |                                                                                   |                                                                                   |

## L
| Jméno                        | Podobizna / fotografie | *datum narození †datum úmrtí                                                     | Války / tažení / kampaně                       | Velení v bitvách                        |
| Ernst Gideon von Laudon      |                        | * 13. únor 1716 (Lotyšsko) † 17. červenec 1790 (Nový Jičín)                      | osmansko-habsburské války                      | bitva u Domašova                        |
| Choderlos de Laclos          |                        | * 18. říjen 1741 (Amiens) † 5. září 1803 (Taranto)                               | Velká francouzská revoluce                     | obléhání Tarentu                        |
| George Washington Custis Lee |                        | * 16. září 1832 (Fort Monroe) † 18. únor 1913 (Fairfax county)                   | Americká občanská válka                        |                                         |
| Robert Edward Lee            |                        | * 19. leden 1807 (Stratford hall,Virginie) † 12. říjen 1870 (Lexington,Virginie) | Mexicko-americká válka Americká občanská válka | bitva u Gettysburgu Bitva u Appomattoxu |
| William Henry Fitzhugh Lee   |                        | * 31. květen 1837 † 15. říjen 1891                                               | Americká občanská válka                        |                                         |
| Leónidas I.                  |                        |                                                                                  | Řecko-perské války                             | Bitva u Thermopyl                       |
| Paul von Lettow-Vorbeck      |                        | * 1870 1964                                                                      | první světová válka                            | Bitva o Tangu                           |
| Blas de Lezo                 |                        | * 3. únor 1689 † 7. září 1741 (Cartagena de Indias)                              | války Španělů s Turky britsko-španělské války  | Bitva u Cartageny                       |
| Erich Ludendorff             |                        | * 9. duben 1865 (Swarzędz) † 20. prosince 1937 (Mnichov)                         | První světová válka                            | Ludendorffova ofenzíva                  |
| Ludvík I. de Condé           |                        |                                                                                  |                                                |                                         |

## M
| Jméno                       | Podobizna / fotografie | *datum narození †datum úmrtí                                                         | války / tažení / kampaně                                                | Velení v bitvách                                                                     |
| --------------------------- | ---------------------- | ------------------------------------------------------------------------------------ | ----------------------------------------------------------------------- | ------------------------------------------------------------------------------------ |
| Douglas MacArthur           |                        | * 26. leden 1880 (Little Rock, USA) † 5. duben 1964 (Norfolk, USA)                   | Mexická revoluce První světová válka Druhá světová válka Korejská válka | Boj o Filipíny (1941–1942) Bitva o Novou Guineu Boj o Filipíny (1944–1945)           |
| Alfred Thayer Mahan         |                        | *27. září 1840 (West point, New York) †1. prosinec 1914                              | Americká občanská válka                                                 |                                                                                      |
| Stěpan Osipovič Makarov     |                        | *27. prosinec 1848 (Nikolajev) †31. březen 1904 (Lü-šun-kchou)                       | Rusko-japonská válka                                                    |                                                                                      |
| Carl Gustaf Emil Mannerheim |                        | * 4. červen 1867 (Askeinen)† 27. leden (Lausanne)                                    | Zimní válka Druhá světová válka                                         |                                                                                      |
| Erich von Manstein          |                        | * 24. listopad 1887 (Berlín) † 10. červen 1973 (Icking)                              | Druhá světová válka                                                     | Operace Barbarossa                                                                   |
| Mao Ce-Tung                 |                        | * 26. prosinec 1893 (Šao-šan)† 9. září 1973 (Peking)                                 | Občanská válka v Číně                                                   |                                                                                      |
| Gaius Marius                |                        | * 157 př. n. l. (Arpino) † 13. leden 86 př. n. l. (Řím)                              | Válka v Numidii Vpád Kimbrů a Teutonů Římské občanské války             |                                                                                      |
| Auguste Marmont             |                        | * 20. červenec 1774 (Châtillon-sur-Seine) † 22. březen 1852 (Benátky)                | Francouzské revoluční války Napoleonské války                           | Bitva u Znojma Bitva u Salamanky                                                     |
| George Catlett Marshall     |                        | * 31. prosinec 1880 (uniontown) † 16. říjen 1959 (Washington, D.C.)                  | První světová válka Druhá světová válka                                 |                                                                                      |
| José de San Martín          |                        | * 25. únor 1778 (Místokrálovstí Rio de la Plata) † 17. srpen 1850 (Boulogne-sur-Mer) | Napoleoské války                                                        | Bitva u Bailénu Bitva u San Lorenza Bitva u Maipú Bitva u Chacabuca                  |
| Ahmad Šáh Masúd             |                        | * 2. září 1953 (Bazarak) † 9. září 2001 (Tachár)                                     | Sovětská invaze do Afghánistánu                                         |                                                                                      |
| Kirill Afanasjevič Mereckov |                        | * 8. červen 1897 (Zarajsk) † 30. prosinec 1968 (Moskva)                              | Ruská občanská válka Španělská občanská válka Druhá světová válka       | Obléhání Leningradu Invaze do Mandžuska                                              |
| Mithridatés VI. Pontský     |                        | * 132 př. n. l. (Sinop) † 63 př. n. l. (Bosporská říše)                              | Válka s Římany                                                          |                                                                                      |
| Walter Model                |                        | * 24. leden 1891 (Německé Císařství) † 21. duben 1945 (Duisburg)                     | První světová válka Druhá světová válka                                 | Invaze do Polska Operace Barbarossa Bitva o Moskvu Operace Citadela Bitva v Ardenách |
| Helmuth von Moltke mladší   |                        | * 25. květen 1848 (Biendorf) † 18. červen 1916 (Berlín)                              | Prusko-francouzská válka První světová válka                            | První bitva na Marně                                                                 |
| Helmuth von Moltke starší   |                        | * 26. říjen 1800 (Parchim) † 24. duben 1891 (Berlín)                                 | Dánsko-německá válka Prusko-rakouská válka Prusko-francouzská válka     | Bitva u Hradce Králové Bitva u Sedanu                                                |
| Bernard Law Montgomery      |                        | * 17. listopad 1887 (Londýn) † 24. březen 1976 (Alton,Hampshire)                     | První světová válka Arabské nepokoje v Palestině Druhá světová válka    | Bitva u Yper Bitva o Francii Bitva u El Alameinu Italské tažení                      |
| Louis Mountbatten           |                        | * 25. červen 1900 (Windsor) † 27. srpen 1979 (Sligo)                                 | První světová válka Druhá světová válka                                 |                                                                                      |
| Mořic Oranžský              |                        | * 14. listopad 1567 (Dillenburg) † 23. duben 1625 (Haag)                             | Nizozemská revoluce                                                     |                                                                                      |
| Joachim Murat               |                        | * 25. březen 1767 (Labastide-Murat) † 13. říjen 1815 (Pizzo, Calabria)               | Francouzské revoluční války Napoleonské války                           | Ruské tažení (1812) Bitva u Lipska Bitva u Tolentina                                 |

## N
| Jméno                         | Podobizna/fotografie | *datum narození †datum úmrtí                                      | války / tažení / kampaně                             | velení v bitvách |
| ----------------------------- | -------------------- | ----------------------------------------------------------------- | ---------------------------------------------------- | --- |
| Nádir Šáh                     |                      | * 22. říjen 1688 (Abiward) † 19. červen 1747 (Quchan)             | Osmansko-perská válka                                | |
| Čúiči Nagumo                  |                      | * 25. březen 1887 (Jamagata) † 6. červenec 1944 (Saipan)          | Druhá světová válka                                  | Bitva u Midway Bitva o Saipan |
| Napoleon Bonaparte            |                      | * 15. srpen 1769 (Ajaccio) † 5. květen 1821 (Svatá Helena)        | Francouzské revoluční války Napoleonské války        | Obléhaní Toulonu Bitva u Lodi Bitva u Arcole Bitva u Pyramid Bitva u Slavkova Bitva u Jeny Bitva u Wagramu Bitva u Borodina Bitva u Waterloo |
| Narses                        |                      | * 487 (Konstantinopol) † 574 (Řím)                                | Římsko-gótské války                                  | bitva u Tagin |
| Horatio Nelson                |                      | * 29. září 1758 (Burnham Thorpe) † 21. říjen 1805 (mys Trafalgar) | Francouzské revoluční války Napoleonské války        | Bitva u mysu svatého Vincenta Bitva u Abukiru Bitva u Trafalgaru                                                                             |
| Michel Ney                    |                      | * 10. leden 1769 (Saarlouis) † 7. prosinec 1815 (Paříž)           | Francouzské revoluční války Napoleonské války        | Bitva u Hohenlinden Bitva u Elchingenu Bitva u Borodina bitva u Waterloo                                                                     |
| Chester William Nimitz        |                      | * 24. únor 1885 (Fredericksburg) † 20. únor 1966 (Yerba Buena)    | První světová válka Druhá světová válka              | Bitva v Korálovém moři Bitva u Midway Bitva o Okinawu Bitva u leyte                                                                          |
| Alexandr Alexandrovič Novikov |                      | * 19. listopad 1900 † 3. prosinec 1976 (Moskva)                   | Ruská občanská válka Zimní válka Druhá světová válka | Děmjanský kotel |

## O
| Jméno               | Podobizna/fotografie | *datum narození †datum úmrtí                        | války / tažení / kampaně | velení v bitvách    |
| ------------------- | -------------------- | --------------------------------------------------- | ------------------------ | ------------------- |
| Octavianus Augustus |                      | * 23. září 63 př. n. l. (Řím) † 19. srpen 14 (Nola) | Občanská válka           | Bitva u Actia       |
| Omar                |                      |                                                     |                          |                     |
| Ota I. Veliký       |                      | * 23. listopad 912 † 7. květen 973                  |                          | Bitva na Lechu(955) |

## P
| Jméno                          | Podobizna/fotografie | *datum narození †datum úmrtí                                               | války / tažení / kampaně                                                                | velení v bitvách                                                  |
| ------------------------------ | -------------------- | -------------------------------------------------------------------------- | --------------------------------------------------------------------------------------- | ----------------------------------------------------------------- |
| Aaro Pajari                    |                      | * 17. červenec 1897 (Asikkala) † 14. říjen 1949 (Kokkola)                  | Zimní válka                                                                             | Bitva o Tolvajärvi                                                |
| George Smith Patton            |                      | * 11. listopad 1885 (San Gablier) † 21. prosinec 1945 (heidelberg)         | Mexická občanská válka První světová válka Druhá světová válka                          | Africké tažení Italské tažení Bitva v Ardenách                    |
| Nuno Álvares Pereira           |                      | * 24. červen 1360 (Portugalsko) † 1. listopad 1431 (Lisabon)               | Válka o nezávislost Portugalska                                                         |                                                                   |
| John Joseph Pershing           |                      | * 13. září 1860 (Laclede, Missouri) † 15. červenec 1948 (Washington, D.C.) | Španělsko-americká válka Mexická revoluce První světová válka                           |                                                                   |
| Petr I. Veliký                 |                      | * 9. červen 1672 (Moskva) † 8. únor 1725 (Petrohrad)                       | Severní válka                                                                           | Bitva u Lesné Bitva u Poltavy                                     |
| Lin Piao                       |                      | * 5. prosinec 1907 (Chuang-kang) † 13. září 1971 (Öndörkhaan)              | Čínská občanská válka                                                                   |                                                                   |
| Józef Piłsudski                |                      | * 5. prosinec 1867 (Zułów) † 12. květen 1935 (Varšava)                     | První světová válka Polsko-ukrajinská válka Polsko-litevská válka Polsko-sovětská válka |                                                                   |
| Francisco Pizarro              |                      | * 16. březen 1478 (Trujillo) † 6. červenec 1541 (Lima)                     | Dobytí Incké říše                                                                       |                                                                   |
| Heliodor Píka                  |                      | * 3. červenec 1897 (Štítina u Opavy) † 21. červen 1949 (Plzeň)             | První světová válka Ruská občanská válka Druhá světová válka                            |                                                                   |
| Pompeius Veliký                |                      | * 29. září 106 př. n. l. (Picenum) † 28. září 48 př. n. l. (Pelusium)      | Spartakovo povstání Tažení proti pirátům Římské občanské války                          | Bitva u Farsálu                                                   |
| Sébastien Le Prestre de Vauban |                      | * 15. květen 1633 (Saint–Léger–de–Faucheret) † 30. březen 1707 (Paříž)     | Válka reunií Válka o dědictví španělské                                                 |                                                                   |
| Prokop Holý                    |                      | * 1380? † 30. květen 1434 (Lipany)                                         | Husitské války                                                                          | Bitva u Ústí nad Labem Bitva u Tachova Bitva u Nisy Bitva u Lipan |
| Přemysl Otakar I.              |                      | * 1155/1167? † 15. prosinec 1230 (Praha)                                   | Boj o řísský trůn                                                                       |                                                                   |
| Přemysl Otakar II.             |                      | * 1233? (Městec Králové) † 26. srpen 1278 (Suché Kruty)                    | Boj o Štýrsko                                                                           | Bitva u Kressenbrunnu Bitva na Moravském poli                     |
| Ptolemaios I.                  |                      | * 367 př. n. l. (Starověká makedonie) † 283 př. n. l. (Alexandrie)         | Tažení Alexandra Velikého Války diadochů                                                | Bitva u Chairóneie                                                |
| Pyrrhos                        |                      | * 318 př. n. l. (Epirus) † 272 př. n. l. (Argos)                           | Válka s Římany                                                                          | Bitva u Auscula Bitva u Beneventa                                 |

## R
| Jméno                                  | Podobizna/fotografie | *datum narození †datum úmrtí                                   | války / tažení / kampaně                                                         | velení v bitvách                                                     |
| -------------------------------------- | -------------------- | -------------------------------------------------------------- | -------------------------------------------------------------------------------- | -------------------------------------------------------------------- |
| Josef Václav Radecký z Radče           |                      | * 2. listopad 1766 (Třebnice) † 5. leden 1858 (Milán)          | Napoleonské války První italská válka za nezávislost                             | Bitva u Custozy Bitva u Novary                                       |
| Louis Raduit de Souches                |                      | * 16. srpen 1608 (La Rochelle) † 12. srpen 1682 (Jevišovice)   | Třicetiletá válka                                                                | Obléhání Brna (1645)                                                 |
| Erich Raeder                           |                      | * 24. duben 1876 (Wandsbek) † 6. listopad 1960 (Kiel)          | První světová válka Druhá světová válka                                          | Bitva o Atlantik                                                     |
| Walter von Reichenau                   |                      | * 8. říjen 1884 (Karlsruhe) † 17. leden 1942 (Poltava)         | První světová válka Druhá světová válka                                          | Invaze do Polska Bitva o Francii Operace Barbarossa                  |
| Koos de la Rey                         |                      | * 22. říjen 1847 (Winburg) † 15. září 1914 (Witwatersrand)     | Druhá búrská válka                                                               | Bitva u Magersfontein                                                |
| Rezá Šáh Pahlaví                       |                      | * 16. březen? 1878 (Alašt) † 26. červenec 1944 (Johannesburg)  |                                                                                  |                                                                      |
| Richard I. Lví srdce                   |                      | * 8. září 1157 (Oxford) † 6. duben 1199 (Châlus)               | Třetí křížová výprava Válka s Francií                                            | Bitva u Arsufu                                                       |
| Richard III.                           |                      | * 2. říjen 1452 (Northamptonshire) † 22. srpen 1485 (Bosworth) | Válka růží                                                                       | Bitva u Bosworthu                                                    |
| Frederick Sleigh Roberts               |                      | * 30. září 1832 (Kanpur) † 14. listopad 1914 (Saint-Omer)      | Druhá búrská válka                                                               |                                                                      |
| Konstantin Konstantinovič Rokossovskij |                      | * 21. prosinec 1896 (Varšava?) † 3. srpen 1968 (Moskva)        | Druhá světová válka                                                              | Bitva u Stalingradu Bitva v Kurském oblouku                          |
| Erwin Rommel                           |                      | * 15. listopad 1891 (Heidenheim) † 14. říjen 1944 (Herrlingen) | První světová válka Druhá světová válka                                          | Bitva o Francii Africké tažení Italské tažení Bitva o Normandii      |
| Jan Roháč z Dubé                       |                      | * 1374? † 9. září 1437 (Praha)                                 | Husitské války                                                                   | Bitva u Ústí nad Labem Bitva u Lipan Obléhání hradu Sion             |
| Rostislav                              |                      | * neznámé † po r. 870 (Bavorsko)                               | Válka s Východofranskou říší                                                     | Obléhání Devína                                                      |
| Flavius Rufinus                        |                      | * 335 (Gallia Aquitania) † 27. listopad 395 (Konstantinopol)   | Války Římské říše s barbary                                                      |                                                                      |
| Pjotr Rumjancev                        |                      | * 15. leden 1725 (Moskva) † 19. prosinec 1796 (Ruské impérium) | Pomořanská válka Rusko-turecká válka (1768–1774) Rusko-turecká válka (1787–1792) | Bitva u Largy Bitva u Kahulu                                         |
| Gerd von Rundstedt                     |                      | * 12. prosinec 1875 (Aschersleben) † 24. únor 1953 (Hannover)  | První světová válka Druhá světová válka                                          | Invaze do Polska Bitva o Francii Operace Barbarossa Bitva v Ardenách |
| Michiel de Ruyter                      |                      | * 24. březen 1607 (Vlissingen) † 29. duben 1676 (Syrakusy)     | Anglo-holandské války                                                            | Čtyřdenní bitva Nájezd na Medway                                     |

## S
| Jméno            | Podobizna/fotografie | *datum narození †datum úmrtí                                        | války / tažení / kampaně                      | velení v bitvách                         |
| ---------------- | -------------------- | ------------------------------------------------------------------- | --------------------------------------------- | ---------------------------------------- |
| Saladin          |                      | * 1138 (Tikrít) † 4. březen 1193 (Damašek)                          | Křížové výpravy                               | Bitva u Montgisardu Bitva u Hattínu      |
| Sámo             |                      | * neznámé † 658/659                                                 |                                               | Bitva u Wogastisburgu                    |
| Scipio Africanus |                      | * 235 př. n. l. (Řím) † 183 př. n. l. (Liternum)                    | Druhá punská válka                            | Bitva u Zamy                             |
| Winfield Scott   |                      | * 13. červen 1786 (Dinwiddie County) † 29. květen 1866 (West point) | Britsko-americká válka Mexicko-americká válka | Bitva u Fort George                      |
| Sedící býk       |                      | * březen 1831 † 15. prosinec 1890                                   | Indiánské války                               | Bitva u Rosebudu Bitva u Little Bighornu |

- Selim I.
- Fridolin von Senger
- William Tecumseh Sherman
- Alfred von Schlieffen
- Karel Filip Schwarzenberg
- Norman Schwarzkopf
- Ensio Siilasvuo
- Hjalmar "Sivu" Siilasvuo
- William Slim
- Edward Rydz-Śmigły
- Jan Smuts
- Maximilian von Spee
- Raymond A. Spruance
- Stalin
- Hyazinth Strachwitz
- Kurt Student
- Sulejman I.
- Sulla
- Sun-c'
- Alexandr Vasiljevič Suvorov
- Svatopluk
- Ludvík Svoboda

## Š
- Šaka
- Boris Michajlovič Šapošnikov
- Ariel Šaron
- Šimon Bar Kochba

## T
- Takeo Takagi
- Paavo Talvela
- Tamerlán
- Tecumseh
- Wilhelm von Tegetthoff
- Johann Tserclaes von Tilly
- Semjon Konstantinovič Timošenko
- Josip Broz Tito
- Lennart Torstenson
- Heihačiró Tógó
- Lev Davidovič Trockij
- Jindřich VII. Tudor
- Michail Nikolajevič Tuchačevskij
- Henri de la Tour d'Auvergne de Turenne

## V
- Albrecht z Valdštejna
- Václav I.
- Jean Baptiste Vaquette de Gribeauval
- Alexandr Michajlovič Vasilevskij
- Nikolaj Fjodorovič Vatutin
- Titus Flavius Vespasianus
- Vilém Dobyvatel
- Andrej Andrejevič Vlasov
- Kliment Jefremovič Vorošilov

## W
- William Wallace
- Kurt "Martti" Wallenius
- George Washington
- Archibald Wavell
- Arthur Wellesley, první vévoda z Wellingtonu
- Alfred Windischgrätz
- Garnet Joseph Wolseley
- Pjotr Wrangel

## X
- Xerxés

## Z
- Matvěj Vasiljevič Zacharov

## Ž
- Jan Žižka z Trocnova
- Georgij Konstantinovič Žukov